# Şuvi
Şuvi är en ort i Azerbajdzjan. Den ligger i distriktet Astara Rayonu, i den södra delen av landet, 230 km söder om huvudstaden Baku. Şuvi ligger 46 meter över havet och antalet invånare är 1 072.
Terrängen runt Şuvi är kuperad västerut, men österut är den platt. Närmaste större samhälle är Astara, 10,7 km öster om Şuvi.
I omgivningarna runt Şuvi växer huvudsakligen savannskog. Runt Şuvi är det ganska tätbefolkat, med 192 invånare per kvadratkilometer.